# Cardiocladius capucinus
Cardiocladius capucinus är en tvåvingeart som först beskrevs av Zetterstedt 1850.  Cardiocladius capucinus ingår i släktet Cardiocladius och familjen fjädermyggor. Arten är reproducerande i Sverige. Inga underarter finns listade i Catalogue of Life.